# 鍋島綱茂
鍋島 綱茂（なべしま つなしげ）は、江戸時代前期から中期にかけての大名。肥前国佐賀藩3代藩主。号は至徳斎。官位は従四位下・信濃守、侍従。

## 略歴
2代藩主・鍋島光茂の長男として誕生。母は上杉定勝の娘・虎姫。幼名は左衛門。4代将軍・徳川家綱より偏諱を授与されて綱茂と名乗る。
元禄8年（1695年）、光茂の隠居により家督を継ぐ。
元禄11年（1698年）、西御屋敷（大名庭園「観頤荘」、かんいそう）の造営を命じ、ここで政務を行うこともあった。
宝永3年（1706年）に56歳で死去した。法名は玄梁院殿卓巌道印大居士。男子が無かったため、継室所生の異母弟吉茂が養子として跡を継いだ。
「学問を好み給ひ、詩をも能し、書画にも達し給ひぬ」（堤範房著『雨中の伽』「文学」、文化9年（1812年）自序）と評され、文事を得意とした藩主だった。絵事は、藩御用絵師の小原友閑斎が師範を務め、河村若芝門人である上野若元を召し抱えたことなどが知られる。綱茂自身の絵も「八仙人図」（鍋島徴古館蔵）など、狩野派をよく学んだことがわかる作品が残っている。

## 系譜
- 父：鍋島光茂（1632-1700）
- 母：虎姫、柳線院 - 上杉定勝の娘
- 正室：布与、寂光院 - 松平光通の長女
- 養子
  - 男子：鍋島吉茂（1664-1730） - 実弟
  - 女子：榊原政邦正室